# Geotektonik
Die Geotektonik ist eine geologische Wissenschaft, welche sich mit der Entwicklung der Tektonosphäre (d. h. der Erdkruste und des oberen Mantels) beschäftigt.
Hauptthema sind großflächige Strukturen, die Bewegungen der geologischen Strukturelemente und die daraus resultierenden Deformationen. Im deutschen Sprachgebrauch wird meist einfach von der Tektonik gesprochen; die Vorsilbe Geo betont die globalen Aspekte.

## Geotektonische Theorien
Zu den geotektonische Theorien und Hypothesen zählen – in annähernd historischer Reihenfolge:
- Fixismus: Theoriengruppe für festliegende Kontinente
- Permanenztheorie
- Kontraktionstheorie (Abkühlung der Erde)
- Entgasungskontraktionstheorie
- Oszillationstheorie und Zyklentheorie
- Undationstheorie
- Expansionstheorie
- Mobilismus: Theoriengruppe für verschiebbare Kontinente
- Fließhypothese
- Unterströmungstheorie und Verschluckungshypothese
- Kontinentaldrift
- Plattentektonik.